# Paolo Bosisio
Paolo Bosisio (Milano, 4 marzo 1949) è un regista, attore, sceneggiatore, critico teatrale, saggista, insegnante, direttore artistico e personaggio televisivo italiano.

## Biografia
Nato e cresciuto nel centro di Milano, Bosisio si diplomò al Liceo Ginnasio Statale Giovanni Berchet nel 1968. Nel 1973 si è laureato in Lettere moderne presso la Facoltà di Lettere e Filosofia all'Università degli Studi di Milano, con una tesi intitolata Cinema e letteratura in Luchino Visconti e come relatore Sergio Antonielli, docente di Letteratura italiana moderna e contemporanea.
La sua passione per il teatro lo conduce, negli anni, ad accostarvisi da diverse angolazioni: recitando in compagnie teatrali dilettantistiche, fino ad arrivare ad allestire alcuni spettacoli durante gli studi liceali. In veste di regista della compagnia del Liceo Berchet, Bosisio ha messo in scena La notte del 6 gennaio di Ayn Rand, ricoprendo anche il ruolo di attore protagonista. Mette in scena L'importanza di chiamarsi Ernesto di Oscar Wilde, arrivando a presentarlo sul palcoscenico professionale del neonato Teatro nel maggio del 1967. L'anno successivo, ancora con la compagnia mette in scena Le diavolerie di Alessandro Fersen. In tale occasione, egli fa la conoscenza di Fantasio Piccoli, che lo vuole come suo assistente nella compagnia in cui recitano, fra gli altri, Anna Proclemer e Ernesto Calindri.
Fu Fantasio Piccoli a proporlo a Luchino Visconti, come assistente interno per uno dei suoi spettacoli di prosa, L'inserzione di Natalia Ginzburg. In seguito incontra Giorgio Strehler, accanto al quale ha la possibilità di lavorare in molti differenti ruoli, intessendo con lui anche una profonda amicizia destinata a durare fino alla scomparsa del Maestro, avvenuta nel 1997.
Nel 1972 entra in televisione come aiuto regista di Mario Fattori e Edo Cacciari: per gli otto anni seguenti lavora come regista e sceneggiatore televisivo. Nel 1975 vince la Perla MIFED per la regia e la sceneggiatura della serie televisiva Concerto a modo mio, prodotta da Gamma Film, andata in onda su TSI – Televisione della Svizzera Italiana (oggi RSI).
Lavora stabilmente in televisione come regista fino al 1980 e saltuariamente anche in anni successivi, prendendo confidenza sia con i tradizionali mezzi del cinema sia, in seguito, con i più moderni sistemi elettronici.
Frattanto, dal 1978 al 1986, collabora stabilmente con la Gazzetta di Mantova come critico drammatico, ottenendo perciò l'iscrizione all'Ordine nazionale dei giornalisti.
A partire dal 1986 si occupa dell'ideazione e della regia di numerosi eventi per conto di aziende e marchi di livello internazionale. Fra questi, nel 1994, la ricreazione degli antichi giochi olimpici nel sito archeologico di Selinunte in Sicilia cui partecipano 14.000 spettatori, mentre l'evento viene teletrasmesso da 64 reti televisive nel mondo.
A partire dagli anni novanta concentrò la sua attività registica esclusivamente sul teatro d'opera, dirigendo spettacoli in Italia e in numerosi paesi stranieri, in Europa e in Asia.
Dal 1999 al 2002 è direttore artistico del Teatro del Vittoriale degli Italiani, un sito all'aperto con 1600 posti di cui rilancia l'attività, con particolare attenzione per l'opera e la danza. Dal 2002 al 2004 è direttore artistico del Metropoli Ballet Festival a Milano, del Farnese Opera Festival a Piacenza e dello Sforzesco Ballet Festival a Vigevano. Dal 2003 al 2005 è anche direttore artistico del Premio Festival Teatro - Arlecchino d'oro promosso dalla Fondazione Mantova capitale europea dello spettacolo. Dal 2008 al 2015 è direttore artistico dello storico Teatro Giacosa di Ivrea, programmando anche il Teatro Municipale Villani di Biella e un network di teatri piemontesi. Dà vita al Festival Palcoscenico sotto le stelle, che a Ivrea presenta tra l'altro opera e danza nella stagione estiva.
Dal 2017 al 2023 (tranne la seconda edizione nella quale viene sostituito da Alberto Faverio) ha partecipato al docu-reality di Rai 2 Il collegio nel ruolo del preside, e fa un ritorno nel 2025 con la nona edizione del programma dopo due anni.
Nel 2021 fa una comparsa in Svegliati amore mio, miniserie di Canale 5.

## Carriera accademica
Appena conseguita la laurea, nel 1973, Paolo Bosisio viene chiamato dal professor Sergio Antonielli a collaborare con lui come addetto alle esercitazioni. Ma dopo sei mesi è Guido Bezzola (ordinario di Letteratura Italiana) a volerlo come suo assistente, ruolo che Bosisio ricopre dal 1974 al 1980, allorché entra in ruolo come ricercatore universitario. Nel 1987, dopo avere vinto un concorso nazionale, diventa professore associato, inaugurando l'insegnamento di "Storia del teatro e dello spettacolo" nella Facoltà di Lettere e Filosofia dell'Università degli Studi di Milano. 
Nel 2000 diventa professore ordinario e titolare della cattedra di Storia del teatro e dello spettacolo, insegnando anche "Direzione delle strutture per lo spettacolo dal vivo".
È direttore del corso di dottorato in "Teoria e storia della rappresentazione drammatica" presso l'Università Cattolica del Sacro Cuore dal 1992 al 1996.
Presso l'Università Statale di Milano è direttore della sezione di musica e spettacolo del Dipartimento di Arti dal 2000 al 2011, presidente del corso di laurea in Scienze dei Beni culturali dal 2005 al 2011 e direttore del corso di dottorato in Scienze dei beni culturali e ambientali dal 2011 al 2014.
Dal 2003 al 2004 è professeur associé presso la Sorbona Paris III e, l'anno successivo, insegna Produzione e direzione artistica dello spettacolo nella facoltà di Economia, presso l'Università Cattolica del Sacro Cuore di Milano (dal 2004 al 2005).
Dal 1975 fino al 2010 è nominato, presso i corsi internazionali di lingua e cultura italiana di Gargnano, come docente di lingua italiana, conferenziere e infine, più volte, come direttore e consigliere del CALCIF (Centro d'ateneo per la promozione della lingua e cultura italiana).
Dal 1990 al 2019 ha fatto parte del consiglio di amministrazione dell'ISU, Istituto per il diritto allo studio universitario, di cui, nel 1994, è stato nominato vice-presidente.
Dal 1990 inoltre, organizzava e dirigeva annualmente il seminario residenziale Settimana del teatro presso la sede universitaria di Gargnano, riunendo un centinaio di giovani studiosi, laureandi e studenti di discipline teatrologiche delle Università milanesi per porli a confronto diretto con le figure più significative della scena contemporanea. I resoconti dei seminari dedicati a Luca Ronconi, Massimo Castri, Gianfranco De Bosio, Luigi Squarzina, Mario Missiroli, Giorgio Strehler, Giuseppe Patroni Griffi, Pietro Garinei e Maurizio Scaparro, sono confluiti in altrettanti volumi pubblicati nella collana Quaderni di Gargnano – I protagonisti del teatro contemporaneo, edita da Bulzoni, che costituisce il primo organico contributo alla storia della regia teatrale in Italia.
Dal 1995 al 2003 è docente di Storia del teatro nella Scuola d'arte drammatica del Piccolo Teatro, diretta da Giorgio Strehler e, in seguito, da Luca Ronconi.
Partecipava a numerosi congressi nazionali e internazionali in veste di direttore scientifico, presidente e relatore, e tiene cicli di conferenze in Italia e all'estero in teatri e università tra cui: Sorbona, Lione, Avignone (Francia); Harvard, New York, UCLA, Berkeley, San Francisco State University e Providence (USA); Toronto (Canada); Dublino (Irlanda); Glasgow (Gran Bretagna); Astana (Kazakistan); Innsbruck (Austria); Varsavia, Cracovia, Łódź (Polonia); Stoccolma (Svezia); Sydney (Australia); Pechino, Shanghai (Cina).

## Regie liriche
- Cavalleria rusticana di Pietro Mascagni, Teatro del Vittoriale degli italiani, Gardone Riviera
- Pagliacci di Ruggero Leoncavallo, Teatro del Vittoriale degli italiani, Gardone Riviera; Palazzo Te, Mantova
- Otello di Giuseppe Verdi, Festival Lario lirica, Cernobbio
- L'elisir d'amore di Gaetano Donizetti, Palazzo Te, Mantova
- Aida di Giuseppe Verdi, Seoul Arts Center (Corea); Teatr Wielki, Łódź (Polonia)
- Madama Butterfly di Giacomo Puccini, Palcoscenico sotto le stelle, Castello di Masino; Teatro Sociale Villani, Biella
- La bohème di Giacomo Puccini, Lecco Festival, Biella, Bellano
- La traviata di Giuseppe Verdi, Teatro Sociale, Mantova; Teatro Coccia, Novara; Palazzo dei Congressi, Lugano (CH)
- Tosca di Giacomo Puccini, Palcoscenico sotto le stelle, Ivrea; Teatro Bonci, Cesena; Teatrul Muzical Nae Leonard, Galati (Romania)
- Buchenwald-Tosca, Teatro Gustavo Modena, Genova
- Don Giovanni di Wolfgang Amadeus Mozart, Abai Academic Opera and Ballet Theatre, Almaty (Kazakistan)
- Rigoletto di Giuseppe Verdi, Seoul Arts Center (Corea); Teatr Wielki, Łódź (Polonia)
- Carmen di Georges Bizet, Ivrea, Palcoscenico sotto le stelle
- Attila di Giuseppe Verdi,Teatro Superga, Torino
- Don Pasquale di Gaetano Donizetti, Teatrul Muzical Nae Leonard, Galati (Romania)
- I pescatori di perle di Georges Bizet, Abai Academic Opera and Ballet Theatre, Almaty (Kazakistan)
- La vedova allegra di Franz Lehár, Teatro del Vittoriale degli italiani; Teatro Comunale, Adria; Teatrul Muzical Nae Leonard, Galati (Romania)
- Il trovatore di Giuseppe Verdi, Teatrul Muzical Nae Leonard, Galati (Romania)
- Re Cervo di Angelo Inglese, libretto di Paolo Bosisio, Teatrul Muzical Nae Leonard, Galati (Romania); Theatre des Carmes, Avignone (Francia); Pacta Salone, Milano (Italia)
- La Cenerentola di Gioachino Rossini, Operosa Opera Festival, Kunli Kula (Montenegro); Teatrul Muzical Nae Leonard, Galati (Romania)
- Un ballo in maschera di Giuseppe Verdi, Teatrul National de Opera si Opereta Nae Leonard, Galati (Romania)
- Turandot di Giacomo Puccini, Teatrul National de Opera si Opereta Nae Leonard, Galati (Romania)

## Programmi televisivi
- Il collegio (Rai 2, 2017, 2019-2023)

## Pubblicazioni scientifiche
È stato autore di molte pubblicazioni nell'area della storia del teatro e della drammaturgia, con particolare riferimento al XVIII secolo e al XX secolo. Ha pubblicato oltre cento saggi di carattere scientifico in periodici italiani e stranieri, ed è autore, co-autore o curatore dei seguenti libri:
1. Paolo Bosisio, a cura di, Popolarità e classicità nel teatro comico del Cinquecento, Milano, Principato Editore, 1975.
2. Paolo Bosisio, Carlo Gozzi e Goldoni – Una polemica letteraria con versi inediti e rari, Firenze, Olschki, 1979.
3. Paolo Bosisio, a cura di, Carlo Gozzi, Fiabe teatrali, Roma, Bulzoni, 1984.
4. Paolo Bosisio, La parola e la scena. Studi sul teatro italiano tra '700 e '900, Roma, Bulzoni, 1987.
5. Samuel Taylor Coleridge, La caduta di Robespierre, traduzione, introduzione e commento a cura di Paolo Bosisio, Torino, Einaudi, 1989.
6. Paolo Bosisio, a cura di,  Lo spettacolo nella rivoluzione francese, Roma, Bulzoni, 1989.
7. Alessandro Manzoni, Il Conte di Carmagnola, a cura di Paolo Bosisio, Torino, Einaudi, 1990.
8. Paolo Bosisio, Tra ribellione e utopia. L'esperienza teatrale nell'Italia delle repubbliche napoleoniche, Roma, Bulzoni, 1990.
9. Paolo Bosisio, Il teatro di Goldoni sulle scene italiane del Novecento, Milano, Electa, 1993.
10. Carlo Goldoni, Memorie, testo critico, traduzione, introduzione e commento a cura di Paolo Bosisio, Milano, Mondadori, 1993.
11. Paolo Bosisio, Teatro dell'Occidente. Elementi di storia della drammaturgia e dello spettacolo teatrale, Milano, LED, 1996 (II edizione rinnovata e ampliata in due volumi, 2006). Tradotto e pubblicato anche in lingua greca con il titolo ιστορία του θεάτρου, edito da Αιγόκερως, Atene, 2006.
12. Patrice Pavis, Dizionario di teatro, edizione italiana a cura di Paolo Bosisio, Bologna, Zanichelli, 1998.
13. Giuseppe Patroni Griffi, Tutto il teatro, testo, introduzione e commento a cura di Paolo Bosisio, Milano, Mondadori, 1999.
14. Paolo Bosisio, 'Ho pensato a voi scrivendo Gigliola'. Teresa Franchini: un'attrice per d'Annunzio, Roma, Bulzoni, 2000 (Premio D'Annunzio per la saggistica 2000).
15. Paolo Bosisio, a cura di, Il teatro di regia alle soglie del terzo millennio, Roma, Bulzoni, 2001.
16. Paolo Bosisio, a cura di, Storia della regia teatrale in Italia, Milano, Mondadori, 2003.
17. Paolo Bosisio, a cura di, 1979-2003: Milano in scena per i 25 anni di 'Invito a teatro', Milano, Bulzoni, 2004.
18. Carlo Gozzi, Memorie inutili, edizione critica a cura di Paolo Bosisio, Milano, LED, 2006, 2 voll.
19. Paolo Bosisio, a cura di,  Tra Goldoni e Strehler: Arlecchino e la commedia dell'arte, Roma, Bulzoni, 2007.
20. Giorgio Strehler, Autobiografia per immagini, a cura di Paolo Bosisio e Giovanni Soresi, Pisa, Titivillus, 2010.
21. Paolo Bosisio, Alberto Bentoglio, Mariagabriella Cambiaghi, Il teatro drammatico nella Milano dell'Ottocento, Roma, Bulzoni, 2011.
22. Carlo Gozzi, Re Cervo, edizione critica e commentata a cura di Paolo Bosisio e Valentina Garavaglia, edizione nazionale delle opere di Carlo Gozzi, Venezia, Marsilio Editori, 2013.
23. Paolo Bosisio, Tra filologia e storia del teatro. Pagine sparse, a cura di Valentina Garavaglia, Roma, Bulzoni, 2017, 2 voll.

## Riconoscimenti
- Premio D'Annunzio per la saggistica, 2000
- Laurea Honoris Causa, Universitate Dunarea de Jos – Galati (Romania), 2016
- Laurea Honoris Causa, Academia Nationala de Muzica Gheorghe Dima – Cluj Napoca – (Romania), 2019